# 无限飞行II
《无限飞行II》（英語：Flight Unlimited II）是望远镜工作室开发、Eidos交互1997年发行的飞行模拟器电子游戏。玩家可从五架飞机任选一架，与多达六百架航空交通管制指挥的人工智能飞机在舊金山灣區领空飞行。游戏不像前作《无限飞行》般注重特技飞行，改为通用航空玩法，需开发新物理代码和游戏引擎，其中物理代码开发主要是因为前作计算流体力学系统程序员西姆斯·布莱克利离职。
开发组希望能带给玩家如微軟模擬飛行系列般身临其境的感觉。《无限飞行II》的商业表现足以收回成本，评论员称赞游戏图形品质和模拟领空，但整体不及《微软模拟飞行98》。开发组完成本作后分成两队，同时开发《无限飞行III》和《飞行战斗》（后更名《简氏攻击中队》）。两个项目遭遇重重困难，致使公司在2000年倒闭。

## 游戏玩法

玩家采用儀器飛行模式驾驶塞斯納172在雨中飞行

《无限飞行III》是飞行模拟电子游戏，玩家模拟驾驶现实生活中的真实型号飞机。玩家可选五种机型，分别是塞斯納172、派珀切诺基PA28、德哈维兰加拿大DHC-2海狸、比奇男爵58、北美航空P51D。每架飞机的交互驾驶舱均按真实型号设计，包含模拟空速指示器、航向指示器、甚高频全向信标等飛行儀表。玩家可用“快速飞行”模式或航空服务基地界面开始飞行，快速飞行模式只需选择机型和飞行条件即可起飞，航空服务基地界面选项更丰富，如教程、飛行計劃和历险模式。游戏内置六节教程，指导玩家起飛、滑行等操作。历险模式属内置任务，目标包括在航空母舰降落，帮囚犯逃出阿爾卡特拉斯島、向烛台球场空投火鸡等，共有25种。
游戏复制舊金山灣區约2.85万平方公里领空为背景，玩家可在46个机场起降。游戏还模拟雨、风、雾等天气条件，玩家与多达六百架人工智能飞机共享领空，飞行过程与玩家实时响应。航空交通管制实时指示玩家和人工智能飞机防止撞机，玩家可用菜单输入无线电信息与航空交通管制和其他飞机互动。驾驶舱包含三种视角：儀器飛行视角支持玩家操纵所有飞行仪表；目視飛行規則主体是大面积擋風玻璃，飞行仪表较少；虚拟驾驶舱视角即自由视角，不能操纵飞行仪表。游戏支持外置摄像头角度，玩家可充当乘客乘坐任何人工智能飞机。

## 开发
1995年的《无限飞行》完成开发后，项目主管西姆斯·布莱克利（Seamus Blackley）计划用游戏的计算流体力学代码制作空战模拟游戏《飞行战斗》（Flight Combat）。但望远镜工作室新任经理命令他马上为《无限飞行》开发续作，布莱克利拒绝后被炒，1995年末离开公司，康斯坦丁·汉佐普洛斯（Constantine Hantzopoulos）当上首席设计师和《无限飞行II》14人开发团队的项目主管。开发组不像前作那样注重特技飞行，改用通用航空玩法，旨在与微軟模擬飛行系列竞争。望远镜工作室1996年12月18日公布新作开发计划，声称共有六架飞机，45个机场和旧金山湾区约2.2万平方公里地形。选中旧金山湾区主要是因为这里景观多变、机场众多。1997年1月，Eidos交互与望远镜工作室合作负责游戏营销和发行。

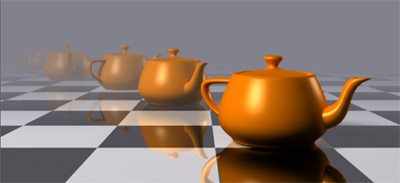
《无限飞行》曾利用类似上图示范的距离模糊算法提升帧率，开发组为《无限飞行II》开发ZOAR渲染器，无需采用距离模糊算法

开发组决定不沿用前作技术。布莱克利告诉汉佐普洛斯，游戏应该重新营造真实飞行的“内在感受”，但布莱克利的计算流体力学系统代码“全是黑匣子面条式代码”，开发组根本看不懂。曾参与制作《Falcon 4.0》等飞行模拟器的程序员吉姆·贝里（Jim Berry）根据力学矢量计算编写新物理代码取代计算流体力学系统。汉佐普洛斯、贝里与设计师埃德·塔特罗（Ed Tatro）、特技飞行员迈克尔·古利安（Michael Goulian）乘飞机为新物理代码收集数据，詹姆斯·弗莱明（James Fleming）编写游戏新地形渲染器ZOAR。《无限飞行》采用距离模糊限制可见地形，这会导致显示距离突然变化，开发组设法在续作避免。新游戏引擎不再删除纹理，采用Mipmapping减少远处地形的多边形数量，增加可视区域同时又能用雾充当大气效果，不再用作遮挡画面的手段。
开发组立志创造“最好、最真实的民用飞行模拟器”，为玩家提供身临其境的虚拟世界。航空交通管制、人工智能飞机和玩家间的无线电通信实时发生，用“复杂的音频拼接系统”把预录语音片段融合成符合实际情况的语句。开发组录下各型号真实飞机发动机的声音，驾驶舱与前作相比交互功能更丰富，地形区域约为前作三百倍。他们把数字地面模型和卫星影像结合，每像素代表四平方米来生成地形。影像是在上午九点半拍摄，这时的阴影够长，足以形成视觉深度。超过九层的建筑用三维模型渲染。精细的地形令玩家得以体验目视飞行规则。开发组原计划只提供目视飞行模式，后来增加仪器飞行令导航更轻松，游戏发行后还计划增加地形和多玩家模式。
1997年6月，《无限飞行II》与《神偷：暗黑计划》一起在E3电子娱乐展展出，望远镜工作室详细介绍包括任务在内的早期计划。《无限飞行II》普受好评，战斗模拟网（COMBATSIM.COM）称赞本作达到“民航模拟飞行新境界”。《電腦遊戲世界》的丹尼·阿特金（Denny Atkin）很喜欢本作，但觉得望远镜工作室选择在民用航空而非战斗飞行模拟器市场厮杀有些不智。同年八月，望远镜工作室与想打入电子游戏行业的技术公司Intermetrics合并。此次合并主要是为解决财务困境，望远镜工作室在1997年中期大裁员，公司的蒂姆·斯泰尔马赫（Tim Stellmach）与保罗·诺拉特（Paul Neurath）宣称这是友好合并，斯泰尔马赫还称“交易期间大家都对《无限飞行II》与《神偷：暗黑计划》感到非常激动”。Eidos交互九月接手《无限飞行II》发行，游戏1997年12月12日面世。

## 评价
| 媒体             | 得分   |
| ---------------- | ------ |
| Edge             | 9/10   |
| PC Gamer英国     | 91%    |
| PC Gamer美国     | 92%    |
| PC Zone          | 8.4/10 |
| 《电脑游戏杂志》 | [ 6 ]  |

| 媒体             | 奖项                       |
| ---------------- | -------------------------- |
| 《電腦遊戲世界》 | 1997年度模拟器游戏（亚军） |

《无限飞行II》直接同微软模拟飞行系列和雪乐山的《职业飞行员》（Pro Pilot）竞争，商业表现足以收回开发成本。斯蒂芬·普尔（Stephen Poole）在《PC Gamer US》杂志发文指出，《无限飞行》的环境有限，无法创造令玩家信服的飞行体验，但续作“精致的地形，出众的飞行物理模型，对民航细节和规章一丝不苟的遵循”，为玩家提供“最接近实际飞行的感受”。他称赞游戏航空交通管制系统“真实到简直疯狂”。在他看来，《无限飞行II》的表现如此出色，哪怕要像玩家普遍擅长的那样在细节方向鸡蛋里挑骨头都非常困难。
《电脑游戏世界》的丹尼·阿特金认为本作是首款再现“民航飞行真实感受”的模拟器，特别是图形和航空交通管制系统。在他看来虽说不及《微软模拟飞行98》，但已“远超《职业飞行员》”，属“通用航空爱好者必备”。《电脑游戏杂志》（Computer Games Magazine）刊登约翰·诺兰（John Nolan）的文章，认为本作飞行物理虽有少许不足，但“对手头任务来说绰绰有余”，他赞扬游戏图形和航空交通管制系统，只是人工智能与航空交通管制配合还有缺陷认为《无限飞行II》整体已超出平均水平。迪恩·埃文斯（Dean Evans）在《PC Gamer UK》发文，称赞本作是“所见最佳民航飞行模拟器”，令“《飞行模拟器》显得像旧垃圾邮件”。他还认为游戏“极其逼真”，对地形和模拟领空赞不绝口。《Edge》杂志同样称赞真实和细致的飞行环境，指出望远镜工作室“把雾用于现实效果而非拉开距离的作弊手段”，以巧妙减小照片真实纹理与多边形物体间的对比。杂志劝告玩家不要因为里面没有武器就对本作不屑一顾，与世界互动已经足以令人满足，探索比毁灭更有趣。
《PC Zone》的保罗·普雷斯利（Paul Presley）认为本作不及战斗飞行模拟器，而且内涵和变化都远不如《微软模拟飞行98》。批评游戏图形乏善可陈，地形有点空虚，破坏游戏气氛。但他称赞游戏玩法有潜力，是值得一玩甚至有些上瘾的作品。在他看来“从浪费时间的新奇物品或办公物品角度来看，它不但合格而且表现不俗”。乔纳森·戈登（Jonathan Gordon）在《獨立報》写道：“《无限飞行》原作口气不小但大部分都是吹牛，续作也差不多”。他觉得游戏图形拉开距离来看还算不错，一旦靠近就“平淡无奇得让人大失所望”，与《微软模拟飞行98》相比实在乏善可陈。
《无限飞行II》获《电脑游戏世界》1997年评选的年度模拟器游戏提名，但不敌《简氏长弓阿帕奇2》（Longbow 2）。杂志编辑称赞《无限飞行II》是“首款把握真实民航飞行环境精髓的航空模拟器”。

## 影响
1998年4月，望远镜工作室发行《无限飞行II》补丁，新增历险六项、飞机一种（福克Dr.I战斗机），地面移动物体更多，还有支持玩家自行创建历险任务并在互联网共享的“历险生成工具包”。开发组部分成员完成《无限飞行II》后打算开发《无限飞行III》，其他人想把精力投入《飞行战斗》。公司把他们分成两组并聘新人补充，以便两作同时开发。《无限飞行III》首席设计师彼得·詹姆斯（Peter James）事后表示，项目开发因公司管理层态度冷淡等原因困难重重，作品面世后沦为望远镜工作室的重大商业败笔。《战斗飞行》（后更名《简氏攻击中队》）的开发过程旷日持久且成本高昂，与《无限飞行III》共同导致公司2000年5月倒闭。Mad Doc软件后来完成《简氏攻击中队》开发，2002年3月Xicat交互发行。